# Karel Kříž (poslanec Moravského zemského sněmu)
Karel Kříž (2. listopadu 1836 Třebíč – 8. června 1877 Třebíč) byl rakouský právník a politik české národnosti z Moravy, poslanec Moravského zemského sněmu.

## Biografie
Působil jako advokátní koncipient v Třebíči. Později zemský advokát. Byl jedním z hlavních představitelů českého národního hnutí v Třebíči. V létě roku 1867 inicioval vyslání deputace třebíčských představitelů včetně starosty města do Brna, kde přivítali české korunovační klenoty, které byly tehdy po prusko-rakouské válce převáženy z Vídně zpět do Prahy. Zasedal v třebíčském obecním zastupitelstvu, kde reprezentoval český blok. Do zastupitelstva byl zvolen roku 1867 i roku 1870, kdy zvítězili Češi, i ve volbách roku 1873, kdy radnici ovládl německý tábor. V listopadu roku 1867 se po obecních volbách podílel na vypracování nového jednacího řádu radnice, kterým byl formalizován stav českého úřadování. Když byla roku 1861 v Třebíči založena Měšťanská beseda, byl Karel Kříž jejím členem.
Zapojil se i do vysoké politiky. V zemských volbách v lednu 1867 byl zvolen na Moravský zemský sněm, kde zastupoval kurii městskou, obvod Třebíč, Vel. Meziříčí. Uspěl zde i v krátce poté konaných zemských volbách v březnu 1867. Byl oficiálním kandidátem českého volebního výboru (Moravské národní strany, staročeská). Poslanecký slib skládal v únoru 1867 v češtině.
Zemřel v červnu 1877. Příčinou smrti byl břišní tyfus. Bylo mu 41 let.